# 聖弗朗西斯科 (米納斯吉拉斯州)

聖弗朗西斯科（葡萄牙語：São Francisco）是巴西的城鎮，位於該國東南部，由米納斯吉拉斯州負責管轄，始建於1877年11月5日，面積3,308平方公里，海拔高度695米，2010年人口53,828，人口密度每平方公里16.27人。